# Linzer Haus
Das Linzer Haus (oder Linzerhaus) ist eine Alpenvereinshütte der Sektion Linz des Österreichischen Alpenvereins. Es ist ein wichtiger Stützpunkt entlang des Nordalpen-Weitwanderwegs.

## Lage
Das Linzer Haus liegt auf 1371 m ü. A. auf der Wurzeralm am östlichen Fuße des Warschenecks in Oberösterreich. Es befindet sich am südwestlichen Rand des Teichlbodens an einem kleinen See, der für die Pistenbeschneiung verwendet wird. Die Versorgung der Hütte erfolgt über Straße und Standseilbahn.
In der Nähe des Linzer Hauses befinden sich die höchstgelegenen Hochmoore der Nordalpen, das obere und das untere Filzmoos.

## Geschichtliches
Das Linzer Haus besteht seit 1931.

## Aufstieg
- Bergstation der Wurzeralmseilbahn, 1427 m, Gehzeit: 10 Minuten
- Talstation der Wurzeralmseilbahn, 807 m, Gehzeit: 1½ Stunden
- Spital am Pyhrn, 658 m, Gehzeit: 3 Stunden
- Pyhrnpass, 910 m, Gehzeit: 2 Stunden

## Touren vom Linzer Haus
- Warscheneck ca. 3½ Stunden
- Rote Wand ca. 1½ Stunde
- Stubwieswipfel, 1786 m, ca. 1½ Stunden
- Ramesch ca. 3 Stunden
- Toter Mann ca. 3 Stunden

## Übergang zu anderen Hütten
- Liezener Hütte, 1767 m, Gehzeit: 4 Stunden
- Dümlerhütte, 1495 m, Gehzeit: 1½ Stunden
- Zellerhütte, 1575 m, Gehzeit: 5 Stunden
- Hochmölbinghütte, 1684 m, Gehzeit: 5 Stunden